# William Onyeabor
William Onyeabor (Enugu, 26 de março de 1946 – Enugu, 16 de janeiro de 2017) foi um músico, cantor e compositor nigeriano.
Iniciou a carreira em 1977, lançando nos anos seguintes uma série de álbuns em que misturava o funk e a música eletrônica. Em meados da década de 1980, abandonou a música. Foi nomeado juiz de paz e presidiu um clube de futebol da sua cidade, o Enugu Rangers.

## Discografia
- Crashes in Love (1977)[2]
- Atomic Bomb (1978)[3]
- Crashes in Love – Volume 2 (1979)[4]
- Tomorrow (1979)[3]
- Body & Soul (1980)[3][5]
- Great Lover (1981)[3]
- Hypertension (1982)[3]
- Good Name (1983)[3]
- Anything You Sow (1985)[2]
- Who is William Onyeabor? (compilação) (2013)[6]